# Miasto (album)
Miasto – jedyny album toruńskiej grupy Toronto, wydany 27 czerwca 2005 roku, nakładem wytwórni Universal Music Group.
Album został nagrany w 2004 roku, jednak ze względu na zmianę wydawcy, jego premiera miała miejsce dopiero w połowie 2005 roku. Nagrania zrealizowano w Studio S-4 w Warszawie oraz Studio Bartosza Dziedzica, z wyjątkiem „Spójrz, życie piękne jest” – Black Bottle Records w Toruniu. Produkcja muzyczna – Bartosz Dziedzic z wyjątkiem „Spójrz, życie piękne jest” – Sławomir Załeński. Realizacja nagrań – Bartosz Dziedzic, Leszek Kamiński, z wyjątkiem „Spójrz, życie piękne jest” – Marcin Lampkowski. Mastering – Jacek Gawłowski.

## Lista utworów
1. „Gdybyś wiedział” (muz. Sławomir Załeński; sł. Katarzyna Nosowska) – 3:32
2. „17 westchnień” (muz. Sławomir Załeński, Bartosz Dziedzic; sł. Maciej Gołyźniak) – 4:16
3. „Na własność” (muz. Sławomir Załeński; sł. Maciej Gołyźniak) – 3:34
4. „Nie mam już nic” (muz. Sławomir Załeński; sł. Sławomir Załeński) – 4:24
5. „Tamten park, tamten dzień” (muz. Sławomir Załeński; sł. Sławomir Załeński) – 3:19
6. „Zniewolę” (muz. Sławomir Załeński, Bartosz Dziedzic; sł. Maciej Gołyźniak) – 3:25
7. „Ścięte skrzydła” (muz. Sławomir Załeński; sł. Sławomir Załeński) – 3:29
8. „Margareta” (muz. Sławomir Załeński; sł. Sławomir Załeński) – 3:16
9. „Oto bajka” (muz. Sławomir Załeński, Bartosz Dziedzic; sł. Lech Janerka) – 3:27
10. „Miasto t.” (muz. Sławomir Załeński; sł. Sławomir Załeński) – 3:05
11. „Spójrz, życie piękne jest” (muz. Sławomir Załeński; sł. Maciej Gołyźniak) – 3:35
12. „Pa” (muz. Bartosz Dziedzic; sł. Lech Janerka) – 5:03

## Single promujące płytę
1. „Na własność” – 2004
2. „17 westchnień” – 2005
3. „Gdybyś wiedział” – 2005
4. „Spójrz, życie piękne jest” – 2005

## Teledyski promujące płytę
1. „Na własność” – reż. Asia Rechnio - 2004
2. „17 westchnień” – reż. Mariusz Palej - 2005
3. „Gdybyś wiedział” – reż. Patrycja Wojciechowska - 2005

## Autorzy
- Oksana Predko – śpiew, chórki
- Sławomir Załeński – gitara, chórki
- Darek Załeński – gitara
- Maciej Gołyźniak – perkusja, chórki

gościnnie
- Sławomir Kosiński – gitara
- Bartosz Królik – gitara basowa
- Bartosz Dziedzic – gitara basowa, programowanie
- Bartosz Mielczarek – gitara basowa
- Tomasz Kasiuk – aranżacja smyczków
- Marta Sochal – skrzypce
- Olga Kwiatek – skrzypce
- Monika Łapka – skrzypce
- Olga Kolczak – skrzypce
- Bartek Załeński – chórki
- Grzegorz Kopcewicz – chórki
- Ewelina Frank – chórki
- Aga Dąbrowska – chórki
- Asia Makaruk – chórki
- Iza Szczepanowska – chórki